# Équipe cycliste Carlos
Pour les articles homonymes, voir Carlos.
Carlos est une équipe cycliste professionnelle belge créée en 1975 et disparue à l'issue de la saison 1979. Elle porte le nom de Carlos-Gipiemme en 1977, Carlos-Galli-Alan en 1978, et de Carlos-Galli-G.B.C. pour sa dernière saison.
L'équipe participe au Tour d'Italie 1979 mais n'y obtient pas de victoire.